# Цюпина балка
Цю́пина ба́лка — ботанічний заказник загальнодержавного значення в Україні. Розташований у межах Світловодського району Кіровоградської області, на південь від села Велика Андрусівка. 
Являє собою балкову систему з різноманітними степовими та лучно-степовими рослинними угрупованнями. Місцезростання численних малопоширених та рідкісних видів флори. 
Для створення заказника, згідно з Указом Президента України від 10 березня 1994 року, № 79/94, було зарезервовано територію площею 106 га. Указом Президента України від 20.08.1996 року № 715/96 територію площею 30 га оголошено ботанічним заказником загальнодержавного значення. Перебуває у віданні Велико-Андрусівської сільської ради. 

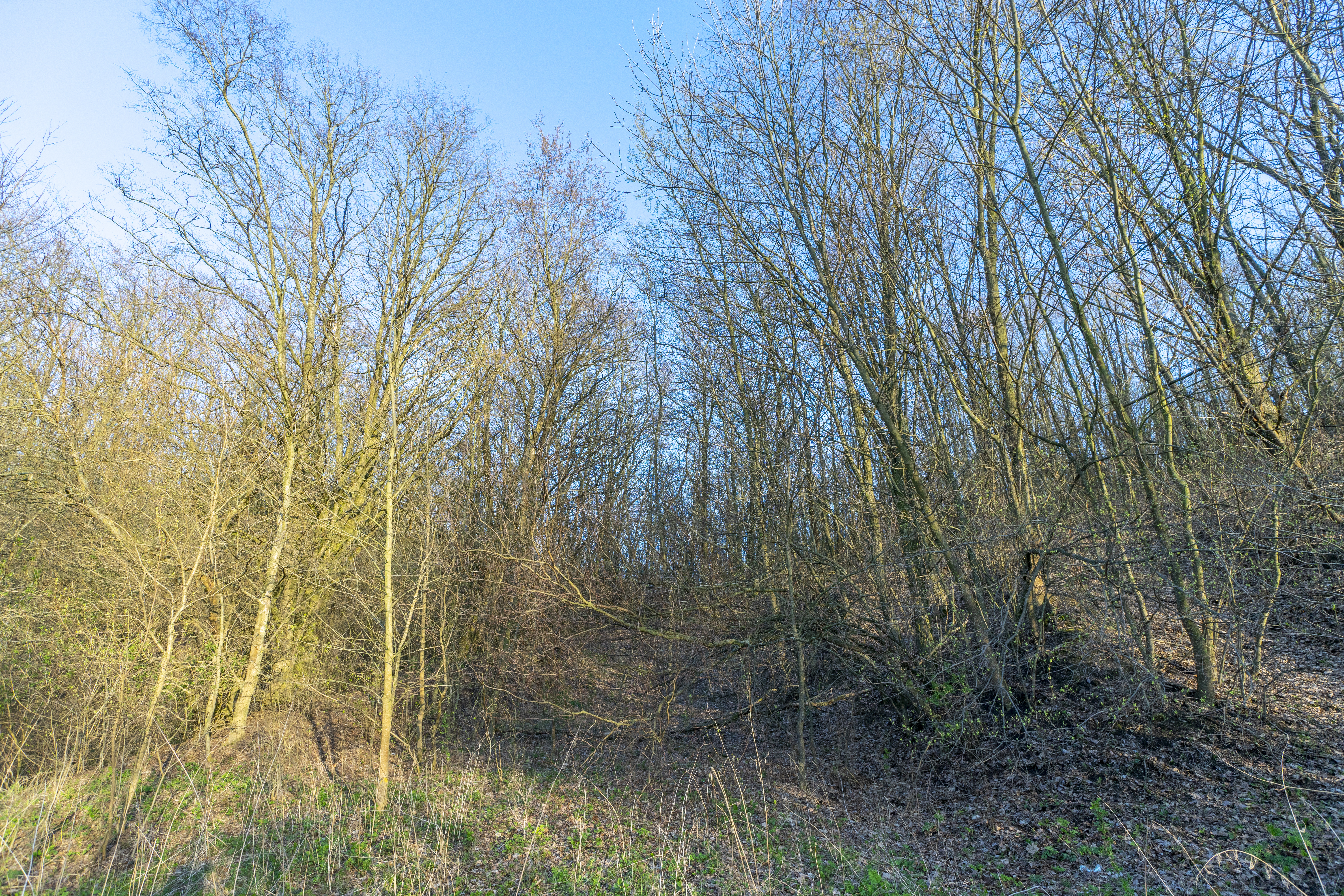
Цюпина балка в квітні (2021)

Створений з метою охорони багатьох рідкісних та лікарських видів рослин, серед яких: наперстянка великоквіткова, бородач звичайний, келерія гребінчаста, юринея верболистна, вовчок пурпуровий, шипшина найболючіша, залізняк бульболистий і залізняк колючий, шавлія поникла, суничник наземний. Є рідкісні види глоду, жостеру та інших. Значні популяції утворює астрагал шерстистоквітковий, занесений до Червоної книги України. 
З тварин трапляються борсук та сліпак подільський.